# IC 4872
IC 4872 — галактика типу SBcd () у сузір'ї Павич.
Цей об'єкт міститься в оригінальній редакції індексного каталогу.